# Otročiněves
Otročiněves è un comune della Repubblica Ceca facente parte del distretto di Beroun, in Boemia Centrale.